# M/S Askungen
M/S Askungen är ett svenskt passagerarfartyg. Hon byggdes av Boghammar Marin i Lidingö 1991 för August Lindholm Efterträdare i Stockholm som M/S August Lindholm.
M/S Askungen såldes till Ångfartygs AB Strömma Kanal i Stockholm 1992 och döptes om till Askungen 2002. Hon går som charterfartyg för Cinderellabåtarna/Strömma Kanalbolaget i Stockholm.
I december 2020 såldes fartyget till Madam Rederi AB för att sedan sättas i trafik mellan Finnhamn och Ljusterö från våren 2021 som en del av Waxholmsbolagets skärgårdstrafik.